# 費德里科·巴爾韋德
費德里科·聖地亞哥·巴爾韋德·迪佩塔（西班牙語：Federico Santiago Valverde Dipetta；西班牙語發音：[feðeˈɾiko βalˈβeɾðe]，1998年7月22日—），烏拉圭職業足球員，司職中場，現效力西甲球會皇家馬德里，並擔任烏拉圭國家足球隊隊長。現役足壇最佳中場之一。

## 俱樂部生涯

### 佩那羅爾
巴爾韋德的大都分青年軍生涯時間都在佩那罗尔渡過，並很快地給人留下了深刻印象。2015年8月16日，他在對上塞羅競技的比賽中首次代表佩那罗尔上場。在巴爾韋德成為烏拉圭青年梯隊的成員後，他獲得例如阿仙奴、巴塞羅那、車路士和皇家馬德里等大球會垂涎。

### 皇家馬德里
2016年7月，巴爾韋德從佩那罗尔轉會至皇家馬德里，並被分派到皇家马德里卡斯蒂利亚（皇家馬德里B隊）。兩個月後，他在對上皇家伊伦联的比賽中首次為卡斯蒂利亞上陣，惜未能為球隊扭轉敗局。巴爾韋德在其亮相球季中大多以先發身份出場，並在2016年12月對陣阿爾巴塞特的比賽中射入其皇馬B隊首球，助球隊以3–1取勝。
在被問到巴爾韋德對皇馬日益加大的重要性的時候，卡斯蒂利亚主帥圣地亚哥·索拉里表示：「我為他（巴爾韋德）感到非常高興，他已經完全融入俱樂部和這個國家。巴爾韋德總是能在中場發揮其作用」。

#### 拉科魯尼亞（外借）
2017年6月22日，華維迪獲外借至拉科鲁尼亚，為期一年。他在同年9月10日於主場以2–4敗給皇家蘇斯達的比賽中首次亮相，於64分鐘入替費迪·卡拉比亞登場。巴爾韋德在該賽季總共為拉科鲁尼亚上陣了24場，但未能幫助球隊扭轉降班命運。

#### 重返皇家馬德里
從拉科魯尼亞回來後，華維迪便在季前賽期間大放異彩，使得新主帥祖倫·盧柏迪古決定擢升他至一線隊。2019年11月9日，華維迪在對陣埃瓦爾的比賽中射入其西甲首球，助球隊以4–0大勝。
2020年1月12日，在對上馬德里體育會的西班牙超級盃決賽中，華維迪在115分鐘從後鏟跌阿爾瓦羅·莫拉塔，使其被判紅牌出場，但他阻止了莫拉塔的單刀機會，助球隊維持平局至需打互射十二碼，最終「銀河艦隊」以4–1取勝，賽後華維迪因為出色的表現獲得本場最佳球員。他在2019–20球季出場33次，攻入兩球，助皇家馬德里取得該賽季的冠軍。
2021年8月24日，華維迪將合約延長至2027年。
2022年5月28日，欧洲冠軍联赛在法國聖丹尼的法蘭西體育場進行決賽，華維迪先發上場，他交出助攻，協助皇家馬德里1:0小勝利物浦封王，這也是他首個歐冠冠軍。
2024-25球季起，華維迪改穿8號球衣。此前8號球衣的主人為克羅斯，他於23-24球季後退役，並指定將8號球衣交給華維迪。

## 國家隊生涯

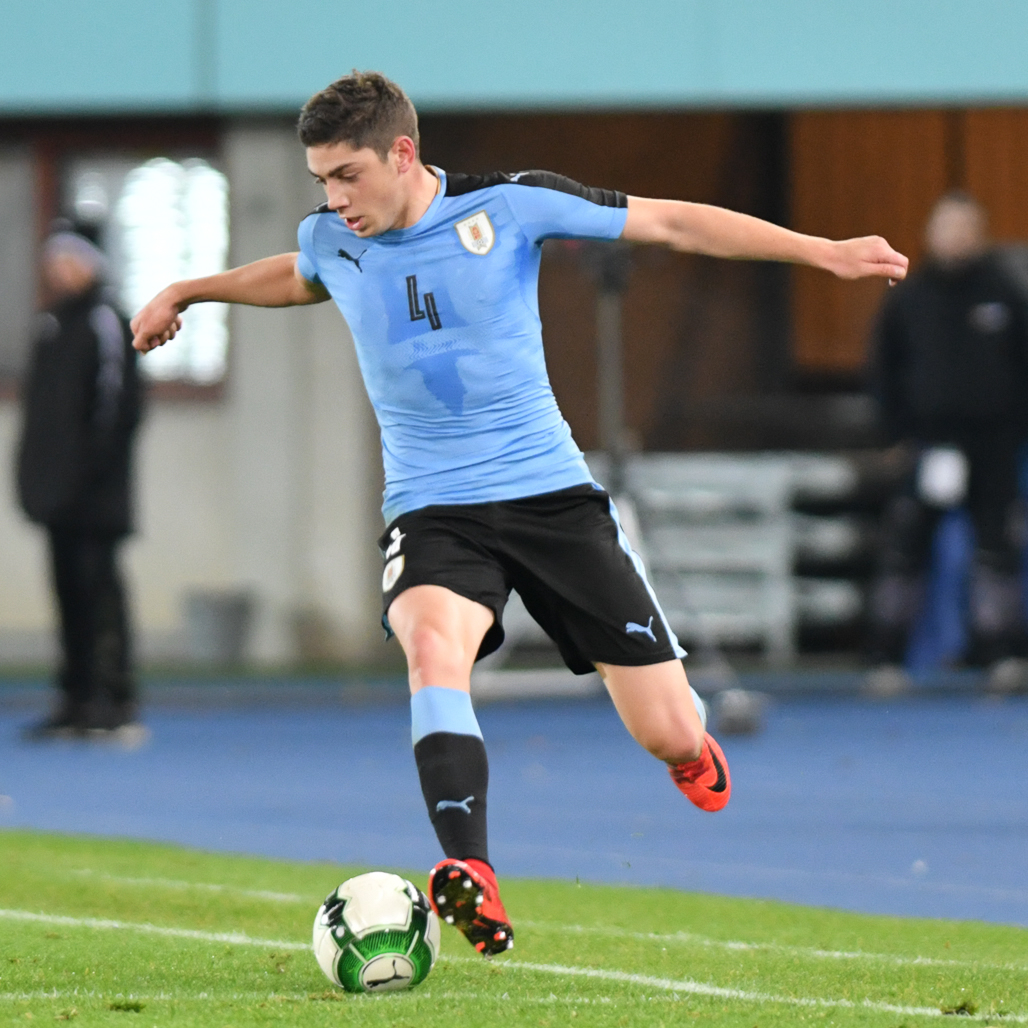
於對上奧地利的友賽中為烏拉圭披掛上陣的瓦爾韋德

在2017年國際足協U-20世界盃上，巴爾韋德為烏拉圭U20上陣7場，攻入1球，助球隊以殿軍成績作結，他也憑著出色的表現獲得銀球獎。
2017年9月5日，巴爾韋德在對陣巴拉圭的比賽中首次在烏拉圭國家足球隊亮相，並取得個人國家隊首球，助烏拉圭以2–1得勝。隔年5月，巴爾韋德入選2018年國際足協世界盃烏拉圭國家隊的26人名單，但他並沒有上場，最終「天藍軍團」在八強以0–2倒在法國手上。
2019年10月，烏拉圭國家隊教練奧斯卡·泰巴尼斯將巴爾韋德加進2019年美洲國家盃的23人大名單上。他在該屆賽事總共上陣4場，最終烏拉圭在八強面對秘魯時悶和0–0，並最終在互射十二碼以4–5落敗。
巴爾韋德也入選了2021年美洲國家盃及2022年世界盃烏拉圭隊大名單。

## 個人生活
巴爾韋德的伴侶是阿根廷記者兼節目主持人米娜·波尼諾。他們育有一個兒子貝尼西奧，於2020年2月20日出生，次子2023年出生。

## 爭議
在2017年國際足協U-20世界盃對上葡萄牙U20的八強賽上，巴爾韋德在互射十二碼階段為球隊射入首球後做出「拉眼皮」的慶祝動作，被認為是對東道主（韓國）球迷的種族歧視，使他備受批評。巴爾韋德在事後為此道歉，並解釋道該慶祝動作是為其朋友和經紀人「中國男孩」薩爾達維亞（"el Chino" Saldavia）而設的。

## 生涯數據

### 俱樂部
最後更新：2020年7月12日
| 俱樂部               | 球季     | 聯賽 | 聯賽 | 盃賽1 | 盃賽1 | 州際賽 | 州際賽 | 其他 | 其他 | 總計 | 總計 |
| 俱樂部               | 球季     | 上陣 | 進球 | 上陣  | 進球  | 上陣   | 進球   | 上陣 | 進球 | 上陣 | 進球 |
| -------------------- | -------- | ---- | ---- | ----- | ----- | ------ | ------ | ---- | ---- | ---- | ---- |
| 佩那罗尔             | 2016     | 12   | 0    | 0     | 0     | 1      | 0      | —    | —    | 13   | 0    |
| 皇家马德里卡斯蒂利亚 | 2016–17  | 30   | 3    | —     | —     | 0      | 0      | —    | —    | 30   | 3    |
| 拉科鲁尼亚（外借）   | 2017–18  | 24   | 0    | 1     | 0     | 0      | 0      | —    | —    | 25   | 0    |
| 皇家馬德里           | 2018–19  | 16   | 0    | 5     | 0     | 4      | 0      | —    | —    | 25   | 0    |
| 皇家馬德里           | 2019–20  | 33   | 2    | 5     | 0     | 5      | 0      | 2    | 0    | 43   | 2    |
| 皇家馬德里           | 2020–21  | 8    | 3    | 0     | 0     | 3      | 0      | 0    | 0    | 11   | 3    |
| 總計                 | 總計     | 57   | 5    | 8     | 0     | 13     | 0      | 2    | 0    | 80   | 5    |
| 生涯總計             | 生涯總計 | 123  | 8    | 9     | 0     | 14     | 0      | 2    | 0    | 148  | 8    |

1 西班牙國王盃，西班牙超級盃

### 國家隊
最後更新：2023年9月12日
| 乌拉圭 | 乌拉圭 | 乌拉圭 |
| 年份   | 上陣   | 進球   |
| ------ | ------ | ------ |
| 2017   | 4      | 1      |
| 2018   | 4      | 0      |
| 2019   | 12     | 1      |
| 2020   | 2      | 0      |
| 2021   | 13     | 1      |
| 2022   | 12     | 1      |
| 2023   | 4      | 2      |
| 總計   | 51     | 6      |

### 國家隊入球
| 球數 | 日期          | 場館                             | 對手     | 進球 | 結果 | 性質                       |
| ---- | ------------- | -------------------------------- | -------- | ---- | ---- | -------------------------- |
| 1.   | 2017年9月5日  | 巴拉圭亞松森查科保衛者體育場     | 巴拉圭   | 1–0  | 2–1  | 2018年國際足總世界盃外圍賽 |
| 2.   | 2019年6月7日  | 烏拉圭蒙特維多世紀球場           | 巴拿马   | 3–0  | 3–0  | 友誼賽                     |
| 3.   | 2021年9月5日  | 烏拉圭蒙特維多世紀冠軍體育場     | 玻利维亚 | 2–0  | 4–2  | 2022年國際足總世界盃外圍賽 |
| 4.   | 2022年3月29日 | 智利聖地牙哥聖卡洛斯阿波奎多球場 | 智利     | 2–0  | 2–0  | 2022年國際足總世界盃外圍賽 |
| 5.   | 2023年3月24日 | 日本東京都國立競技場             | 日本     | 1–0  | 1–1  | 麒麟盃                     |
| 6.   | 2023年9月8日  | 烏拉圭蒙特維多世紀球場           | 智利     | 2–1  | 3–1  | 2026年國際足總世界盃外圍賽 |

## 榮譽
佩那羅爾
- 烏甲冠軍：2015–16[33]

皇家馬德里
- 西甲冠軍：2019–20[34]、2021-22、2023–24
- 西班牙超級盃冠軍：2019–20[35]、2021–22 [36]、2023–24
- 国际足联俱乐部世界杯冠軍：2018[37]、2022[38]
- 歐洲冠軍聯賽冠軍：2021–22[19]、2023–24
- 歐洲超級盃冠軍：2022、2024
- 西班牙國王盃冠軍：2022-23

個人
- 國際足協U-20世界盃銀球獎：2017[39]
- 歐洲足總西甲年度進步球員陣容：2019–20[40]
- 西甲每月最佳球員：2022年9月[41]
- 国际足联俱乐部世界杯銀球獎：2022[42]